# 今治明徳短期大学
今治明徳短期大学（いまばりめいとくたんきだいがく、英語: Imabari Meitoku Junior College）は、愛媛県今治市矢田甲688に本部を置く日本の私立大学。1906年創立、1966年大学設置。大学の略称は明短。

## 概観

### 大学全体
- 愛媛県今治市に所在する日本の私立短期大学で、設置主体は学校法人今治明徳学園[1]。
- 1966年に開学し、現在は2つの学科からなる。
- 千葉県にある千葉明徳短期大学や高知県にある明徳義塾中学校・高等学校とは別系列。

### 建学の精神（校訓・理念・学是）
- 今治明徳短期大学における建学の精神は「明徳」となっている。これは中国の古典『大学』の一節である「大学の道は明徳を明らかにするにあり、民を新にするにあり云々」から引用したものとなっている。

### 教育および研究
- 今治明徳短期大学のライフデザイン学科には、国際的な視野を養い地域産業に貢献しうる人材育成をねらいとした国際観光ビジネスコース、介護のエキスパートとして必要な科目を学ぶ介護福祉コース、栄養職として必要な科目のほか｢製菓実習｣も学ぶ食物栄養コース、ほか製菓衛生師を育成する製菓製パンコースがある。 幼児養育学科では、保育者として必要な諸科目を学ぶ。
- 一般教育科目には｢地域文化論｣と称した科目がある。これは、「歩き遍路体験学習」として星島一夫前学長当時から、取り入れられているもので、2006年においては、「四国歩き遍路ネットワーク」に同学のほか、鳴門教育大学、徳島文理大学、四国大学、高知学園短期大学、松山大学、愛媛大学、徳島文理大学香川校、高松短期大学、香川大学の11校が参加している。

### 学風および特色
- 今治明徳短期大学は1906年創立の今治技芸女学校が起源となっており、その伝統から永年女子短大だったが、現在は男女共学となっている。
- 外国人留学生を受け入れている。

## 沿革
- 1906年
  - 5月1日 私立今治技芸女学校として開校（修業年限2年）[2]
- 1919年
  - 5月 私立今治実科高等女学校を併置。
- 1940年
  - 4月 今治明徳高等女学校設立認可。
- 1947年
  - 4月1日 今治明徳中学校中学校を併設。
- 1948年
  - 3月31日 高等学校を高等学校に組織変更認可。
- 1951年
  - 3月9日 学校法人今治明徳学園の設立が認可される[3]。
- 1966年
  - 1月25日 左記を以て文部省[注 3]より短期大学の設置が認可される[注釈 1]。
  - 4月1日 今治明徳短期大学が以下の学科体制にて開学する[注釈 1]。
    - 家政科 入学定員100名[5]

  - 5月1日 学生数[6]/定員
    - 家政科 94[注釈 2]/100
- 1969年
  - 4月1日 家政科を以下の専攻課程に分離する[注 4]。
    - 家政専攻 入学定員50名
    - 食物栄養専攻 入学定員50名
- 1973年
  - 4月1日 以下の学科を増設する[注 5]。
    - 幼児教育学科 入学定員50名[11]

  - 5月1日 学生数[12]/定員
    - 家政科 135[注釈 2]/100
    - 幼児教育学科 37[注釈 2]/50
- 1987年
  - 4月1日 男女共学となる。
  - 5月1日 学生数[13]/定員
    - 家政学科 213[注 6]/100
    - 幼児教育学科 81[注 7]/100
- 1988年
  - 4月1日 以下の学科及び専攻名を以下の通り変更する[14]。
    - 家政学科→生活科学科
      - 家政専攻→生活科学専攻

  - 5月1日 学生数[15]/定員
    - 生活科学科 281[注 8]/100
    - 幼児教育学科 113[注 9]/100
- 1988年
  - 12月22日 専攻科の設置が認可され、以下の課程を置く[16]。
    - 福祉専攻 入学定員20名
- 1992年
  - 5月1日 学生数[注 10]/定員
    - 生活科学科 331[注 11]/100
    - 幼児教育学科 161[注 12]/100
- 1999年
  - 5月1日 学生数[19]/定員
    - 生活科学科 80[注 13]/100
    - 幼児教育学科 114[注 14]/100
- 2000年
  - 4月1日 生活科学科に以下の課程を増設する[20]。
    - 生活福祉専攻 入学定員40名

  - 同 生活科学科にある既存の課程については以下の通り減員するる[20]。
    - 生活科学専攻 50→30
    - 食物栄養専攻 50→30
- 2004年
  - 1月 平成16年度大学入試センター試験参加短期大学の1校となる[注 15]。
- 2005年
  - 4月1日 以下の学科及び専攻名を以下の通り変更する[23]。
    - 生活科学科→ライフデザイン専攻
      - 生活科学専攻→生活総合専攻
- 2006年
  - 11月2日 学園創立100周年記念式典・慰霊祭。
- 2008年
  - 3月31日 左記をもって専攻科福祉専攻を廃止。
  - 4月1日 ライフデザイン学科にある以下の専攻課程については、この年度で学生募集を最終とする[注 16]。
- 2009年
  - 4月1日 ライフデザイン学科に製菓製パンコースを設置。
  - 同 別科の設置が認可され、以下の課程を置く[25]。
    - 調理専修[注 17]  入学定員40名
- 2010年
  - 4月1日 既存の学科を以下の通り入学定員を変更する[26]。
    - ライフデザイン学科 100→110
    - 幼児教育学科 50→40

  - 同 別科に以下の課程を増設する[27]。
    - ビジネスコンピューター専修
- 2011年
  - 3月31日 以下については、左記をもって正式に廃止とする[28]。
    - 別科ビジネスコンピューター専修
- 2012年
  - 4月1日 ライフデザイン学科の文化コミュニケーションコースを国際観光ビジネスコースに改組。
- 2013年
  - 11月29日 通信教育課程の設置が認可され、以下の学科を置く[注 18]
    - ライフデザイン学科 入学定員20名
- 2014年
  - 1月 平成26年度大学入試センター試験参加短期大学の1校となる[30]。
  - 4月1日 別科調理専修を調理師専修科に改称[31]。
  - 同 製菓衛生師通信教育課程を開設。
- 2015年
  - 1月 平成27年度大学入試センター試験参加短期大学の1校となる[32]。
- 2016年
  - 1月 平成28年度大学入試センター試験参加短期大学の1校となる[33]。　
  - 10月25日 学園創立110年・短大創立50周年記念式典を挙行
- 2017年
  - 4月1日 ライフデザイン学科の製菓製パンコースをスイーツ・カフェコースに改組。
- 2019年
  - 4月1日 ライフデザイン学科の入学定員を110→100に減員[34]。
- 2021年
  - 4月1日 以下のコースについては、この年度で学生募集を最終とする[注 19]。
    - スイーツ・カフェコース
    - 製菓衛生師通信教育課程
- 2022年
  - 4月1日 この年度の入学生より調理師専修科をライフデザイン学科調理ビジネスコース[注 20]に改組。
- 2024年
  - 4月1日 ライフデザイン学科食物栄養コースの学生募集を最終とする[注 21]。

## 基礎データ

### 所在地
- 愛媛県今治市矢田甲688

### 交通アクセス
- JR予讃線今治駅よりバスを利用し明徳短期大学前（停留所）で下車。

### 象徴
- 今治明徳短期大学のカレッジマークはサクラをイメージしている[2]。

## 教育および研究

### 組織

#### 学科
- ライフデザイン学科
  - 通学課程 入学定員100名[1]
  - 通信教育課程 入学定員20名[注 22]
- 幼児教育学科 入学定員40名[1]

##### 旧学科体制
- 生活科学科→ライフデザイン学科
  - 生活科学専攻→生活総合専攻 入学定員30名[注釈 3]
  - 食物栄養専攻 入学定員30名[注釈 3]
  - 生活福祉専攻 入学定員40名[注釈 3]

#### 専攻科
- 福祉専攻 入学定員20名[38]

#### 別科
- 調理師専修科→ライフデザイン学科調理ビジネスコース
- ビジネスコンピューター専修[27]

#### 通信教育課程
- 製菓衛生師

#### 取得資格について
- 保育士資格・幼稚園教諭二種免許状が幼児教育学科にて取得できる。
- 介護福祉士資格がライフデザイン学科[注 23]にて取得できる。
- 栄養士資格・栄養教諭二種免許状がライフデザイン学科[注 24]にて取得できる。
- 調理師資格がライフデザイン学科調理ビジネスコースにて取得できる。
- 養護教諭二種免許状が、ライフデザイン学科生活総合専攻の前身である生活科学科生活科学専攻にて認可されていた。
- 中学校教諭二種免許状の認可も受けていた。
  - 家庭：ライフデザイン学科生活総合専攻の前身である生活科学科生活科学専攻[39]、食物栄養専攻[18]
  - 保健：ライフデザイン学科生活総合専攻の前身である生活科学科生活科学専攻（旧・生活と健康コース）にて
- 司書資格がライフデザイン学科生活総合専攻の前身である生活科学科生活科学専攻にて認可されていた。

### 研究
- 『シンポジウム「四国遍路と大学教育」報告書』（シンポジウム「四国遍路と大学教育」事務局編。2005年）
- 『今治明徳短期大学研究紀要』[40]

## 学生生活

### 部活動・クラブ活動・サークル活動
- 今治明徳短期大学のクラブ活動
  - 体育系：ソフトボール・バレーボールほか
  - 文化系：茶道・音楽ほか

### 学園祭
- 今治明徳短期大学の学園祭は一般的に「学生祭」と称される。概ね例年、11月に行われている。

### スポーツ
- ソフトボールやバレーボールが全国制覇を成し遂げている。

## 大学関係者と組織

### 大学関係者一覧

#### 大学関係者
- 星島一夫

## 施設

### 寮
- 今治明徳短期大学には男子寮と女子寮があり、男子寮には国内生用と留学生用とに分かれている。

## 対外関係

### 地方自治体との協定
- 今治市（連携に関する協定書） - 2013年4月1日締結[41]。
- 今治警察署（安全で安心なまちづくりに関する協定） - 2020年10月20日締結[42]。
- 愛媛県（地（知）の拠点大学による地方創生推進事業（COC+事業）に関する協定）

### 他大学との協定
- 愛媛大学・聖カタリナ大学･聖カタリナ大学短期大学部･松山東雲女子大学･松山東雲短期大学（大学教育再生戦略費「地（知）の拠点大学による地域創生推進事業」に係る愛媛県内就職･定住の促進プログラムに関する協定）
- 岡山理科大学（教育研究等の充実を図り、地域社会に貢献するための連携協力協定）
- 兵庫大学・兵庫大学短期大学部（連携協力協定）

### その他機関･団体との協定
- 越智今治農業協同組合（地域の発展と交流の推進に関する連携協定）
- 今治国際ホテル（地域社会の発展に関する連携協定）
- 今治コミュニティ放送株式会社（地域社会の発展に関する連携協定）
- NPO法人今治サポートセンター（地域社会の発展に関する連携協定）
- 今治市国際交流協会（地域国際化推進に関する連携協定）
- 社会福祉法人今治市社会福祉協議会（地域福祉の推進に関する連携協定）
- 今治商工会議所（地域社会の発展と人材の育成に関する連携協定）
- 公益社団法人今治地方観光協会（地域社会の発展に関する連携協定）
- 社会福祉法人今治福祉施設協会（地域福祉の推進に関する連携協定）
- 介護老人保健施設おおにし光生園（地域福祉の推進に関する連携協定）
- 越智昇鉄工株式会社（地域社会の発展に関する連携協定）
- 乃万地区自治会（地域社会の発展に関する連携協定）
- 社会福祉法人来島会　今治福祉園（すべての人が暮らしやすい地域の実現のための連携協定）
- コンテックス株式会社（地域の発展と交流の推進に関する連携協定）
- 四国溶材商事株式会社（地域社会の発展に関する連携協定）
- 株式会社しまなみ（地域社会の発展に関する連携協定）
- しまなみグリーン・ツーリズム協議会（地域社会の発展と産業の促進に関する連携協定）
- 株式会社タニグチ（地域社会の発展に関する連携協定）
- 株式会社テクノスジャパン（地域社会の発展に関する連携協定）
- 日本食研ホールディングス株式会社（地域社会の発展及び食に関する人材育成による連携協定）
- NPO法人Vサポート（地域の活性化及び安心安全な地域づくりを推進に関する連携協定）
- 丸栄タオル株式会社（地域社会の発展に関する連携協定）
- 株式会社村上鉄工所（地域社会の発展に関する連携協定）
- 社会福祉法人名石会（すべての人が暮らしやすい地域の実現のための連携協定）
- 社会福祉法人山路白鳩福祉会　白鳩保育園（質の高い専門職人の育成と健やかに子供が育つ環境づくりを推進に関する連携協定）

### 系列校
- 今治明徳高等学校
- 今治明徳中学校・高等学校矢田分校

## 社会との関わり
- 出前講義として「短大プチ講義」を行っている。
- 食物栄養専攻の学生が社会活動として「農業祭」に参加している。

## 卒業後の進路について

### 就職について
- ライフデザイン学科
  - 生活科学科生活科学専攻：一般職や介護・看護助手・医療関係のほか、養護教諭として勤務している人もみられた。
  - 生活総合専攻：各種一般企業や通訳関係、医療事務や看護助手など多岐にわたっている。
  - 生活福祉専攻：概ね大半が、介護職として就職している。
  - 食物栄養専攻：在学中に取得した資格を活かして栄養士や学校栄養職員のほかそれに関連して調理員や菓子職人として勤務している人もいる。
- 幼児養育学科：在学中に取得した資格や免許を活かして、各種幼稚園や保育園・各種児童福祉施設での専門職に携わっている人が多い傾向にある。

### 編入学・進学実績
- 今治明徳短期大学専攻科ほか徳島文理大学・九州国際大学などがある。